# Abernathyite
Abernathyite é um mineral de potássio, urânio, oxigénio, arsénio e hidrogénio.
Possui a seguinte fórmula química: K2(UO2)2[AsO4]2·6H2O.
O seu nome advém de Jess Abernathy, um mineiro. A sua dureza é 2,5.